# Chataignier
Chataignier es una villa situada en la parroquia de Evangeline, Luisiana, Estados Unidos. Tiene una población estimada, a mediados de 2023, de 256 habitantes.

## Geografía
La localidad está ubicada en las coordenadas 30°34′10″N 92°19′01″O / 30.56944, -92.31694 (30.56957, -92.316831). Según la Oficina del Censo, tiene una superficie de 1.63 km², correspondientes en su totalidad a tierra firme.

## Demografía

### Censo de 2020
Según el censo de 2020, en ese momento había 259 personas residiendo en la localidad. La densidad de población es de 158.90 hab./km².
| Raza                   | Núm. | Porc.   |
| ---------------------- | ---- | ------- |
| Afroamericanos         | 143  | 55.21%  |
| Blancos                | 108  | 41.70%  |
| De otras razas         | 2    | 0.77%   |
| De una mezcla de razas | 6    | 2.32%   |
| Total                  | 259  | 100.00% |

Del total de la población, el 2.32% eran hispanos o latinos de cualquier raza.